# توكيد نقلي
التوكيد النقلي عبارة عن توكيد اللفظ الدال على المعنى المنقول عنه بمثله. بتعريف آخر هو تكرار الكلمة كيلا يفهم منها معناها المجازي بل ليعرف أن المقصود منها هو المعنى الحقيقي.